# Энзелийская операция (1920)
Энзелийская операция или Энзелийский поход — военно-морская операция по захвату и выводу в  Советскую Россию судов белогвардейцев, интернированных английскими войсками в иранском порту Энзели.

## Предыстория
После поражения Белого дела на Юге России белая Каспийская флотилия отошла в Иран, фактически контролировавшийся англичанами, в порт Энзели, где стали на якоре  29 белогвардейских судов. Среди них были 10 вспомогательных крейсеров, плавбаза торпедных катеров, гидроавиатранспорт, 4 британских торпедных катера типа «Торникрофт», вспомогательные суда и транспорты с оружием и боеприпасами. Существовала угроза того, что все эти корабли и суда могут быть использованы белогвардейцами на Каспии в борьбе с Красной Армией.
Под руководством Ф. Ф. Раскольникова и Г. К. Орджоникидзе был разработан план по захвату этого имущества. Планом предусматривалось отрезать Энзели от соседних городов, атаковать город с моря и суши, провести артиллерийский обстрел укреплений и высадить десант.

## Десантная и сухопутная операция
17 мая 1920 года из Баку по направлению к городу Энзели вышли корабли Волжско-Каспийской военной флотилии в составе 2 вспомогательных крейсеров, 4 эсминцев, 2 канонерских лодок, 2 сторожевых катеров, 1 тральщика, 3 транспортов. На борту транспортных судов находилось около 2000 десантников. Кроме того из Ленкорани в сторону Энзели по суше был направлен кавалерийский дивизион, который в городе должен был соединиться с десантом.
Гарнизон Энзели насчитывал 2000 английских солдат с полевой артиллерией, бронеавтомобилями и авиацией. В ближайших городах также находились английские гарнизоны. Вход в бухту прикрывала плавучая артиллерийская батарея.
Утром 18 мая 1920 года корабли флотилии подошли к Энзели. По радио был передан ультиматум о выводе английских войск из города и сдаче военного имущества. Англичане на него не ответили. Тогда с кораблей Волжско-Каспийской флотилии под прикрытием корабельной артиллерии восточнее города был высажен десант под командованием И. К. Кожанова, перерезавший шоссе, ведущее из города. Кавалерийский дивизион, подошедший к городу с запада, перерезал другие коммуникации. Англичане после этого приняли ультиматум и отступили в город Решт. Белогвардейцы сумели уйти из города через Энзелинский залив, оставив корабли флотилии и военное имущество в городе.
23 корабля и 4 гидросамолёта были возвращены в Советскую Россию и включены в состав Военно-морских сил РККА. Кроме того, было доставлено 50 артиллерийских орудий, 120 000 артиллерийских снарядов и другое имущество. В ходе операции погиб один десантник и около 10 было ранено.

## Итоги
Важнейшим последствием Энзелийской операции стало установление безопасного судоходства в Каспийском море. Советское правительство объявило Каспий свободным для иранского судоходства и передало в собственность Ирана находившиеся в Энзели здания, принадлежавшие торговому представительству России.
После успеха операции советское руководство пыталось использовать его для установления дружественного советского режима в Северной Персии, а при благоприятных условиях и для свержения власти шаха во всей стране. В Энзели несколько месяцев оставался советский экспедиционный корпус численностью примерно в 2 500 человек и ряд военных кораблей. Советское командование вступило в переговоры с руководителем местных повстанцев Кучек-ханом, результатом чего стало образование Гилянской республики, просуществовавшей с мая 1920 до сентября 1921 года.

### Официальная реакция Ирана
Ещё 14 мая 1920 года правительство Персии направило ноту в Москву, где признавало Азербайджан советским и гарантировало возврат всех судов, ушедших в Иран под российскими и азербайджанским флагами, но эта нота дошла до Москвы только 18 мая 1920 года, когда Энзелийская операция уже началась.

### Официальная реакция Советской России
23 мая 1920 года Г. Чичерин уверил иранскую сторону, что операция в Энзели была проведена без ведома Советского правительства.